# Łopuszka Wielka (gromada)
Łopuszka Wielka – dawna gromada, czyli najmniejsza jednostka podziału terytorialnego Polskiej Rzeczypospolitej Ludowej w latach 1954–1972.
Gromady, z gromadzkimi radami narodowymi (GRN) jako organami władzy najniższego stopnia na wsi, funkcjonowały od reformy reorganizującej administrację wiejską przeprowadzonej jesienią 1954 do momentu ich zniesienia z dniem 1 stycznia 1973, tym samym wypierając organizację gminną w latach 1954–1972.
Gromadę Łopuszka Wielka z siedzibą GRN w Łopuszce Wielkiej utworzono – jako jedną z 8759 gromad na obszarze Polski – w powiecie przeworskim w woj. rzeszowskim na mocy uchwały nr 31/54 WRN w Rzeszowie z dnia 5 października 1954. W skład jednostki weszły obszary dotychczasowych gromad Łopuszka Wielka (bez przysiółków Dział i Świtałówka) i Medynia Kańczucka ze zniesionej gminy Manasterz w tymże powiecie. Dla gromady ustalono 21 członków gromadzkiej rady narodowej.
31 grudnia 1961 do gromady Łopuszka Wielka włączono przysiółek Wola Rzeplińska o pow. 390,235 ha ze zniesionej gromady Rączyna w tymże powiecie.
Gromada przetrwała do końca 1972 roku, czyli do kolejnej reformy gminnej.